# Коливальна швидкість
Колива́льна шви́дкість части́нок - швидкість, з якою рухаються частинки середовища, що коливаються при проходженні звукової хвилі біля положення рівноваги, по відношенню до середовища в цілому. К. ш. ч. слід відрізняти як від швидкості руху самого середовища, так і від швидкості поширення звукової хвилі, або швидкості звуку.
У плоскій біжній звуковій хвилі, v = р/ρc , де р - звуковий тиск, ρ - щільність середовища, c - швидкість звуку.
Величина v<<c. Наприклад, поблизу двигуна реактивного літака v ~ 2.5 м/с, тоді як в повітрі c = 342 м/с: тобто навіть для таких сильних звуків v/c < 0.01. Залежно від виду хвилі напрямок може збігатися з напрямом с (як, наприклад, для поздовжньої хвилі), або не збігатися, як для поперечної, коли ці напрямки перпендикулярні. Якщо гармоніч. хвиля має частоту f, то амплітуда К. ш. ч. визначається формулою v0 = 2πfξ0, де ξ0 - амплітуда коливального зміщення частинок.
Межі зміни К. ш. ч. широкі: 
- у повітрі на порозі чутності при р = 2-10-5 Па  v ~ 5-10-8 м/с, при р = 104 Па  v ~ 25 м/с;
- у воді при р = 105 Па (1 атм)  v ~ 7 - 10-2 м/с;
- в твердих тілах через великі значення ρc К. ш. ч. менше, ніж у воді: в поздовжній хвилі в сталі при амплітуді механіч. напруги σ = 1 кгс/см² (тобто 10^5 Па чи приблизно 1 атм)  v ~ 3-10-3 м/с, а на межі циклічної міцності[що це?] при σ = 4000 кгс/см² (тобто 400 МПа)  v ~ 10 м/с.

Визначається К.ш.ч. в більшості випадків за коливальним зміщенням частинок і звуковим тиском. До прямих методів вимірювання відноситься метод диска Релея .